# Богдан Кутиловський
Богдан Фортунатович Кутиловський (пол. Bohdan Kutyłowski) (1863 — 1922) — польський адвокат, дипломат.

## Біографія
Здобув юридичну освіту. Працював редактором польської газети «Край». Працював адвокатом. Був присяжним повіреним у Санкт-Петербурзі.
З 1919 по 1921 — посол Польської республіки в УНР. Виступав за підтримку українського руху і державної самостійності України.

## Автор праць
- «Sprawa ukraińska. Szkic polityczny» (1920)[1]
- Bh. K. [Bohdan Kutyłowski]. W imię idei // Przymierze. – 1920. – Nr. 4 . – 5 września. – S. 2